# Dichloorisopropylether
Dichloorisopropylether is een organische verbinding met als brutoformule C5H12Cl2O. De stof komt voor als een kleurloze tot bruine viskeuze vloeistof, die zeer slecht oplosbaar is in water. Het wordt voornamelijk gebruikt als organisch oplosmiddel. Dichloorisopropylether wordt in grote hoeveelheden gevormd bij een aantal organische syntheses, waarin propeenoxide of propyleenglycol zijn betrokken.

## Toxicologie en veiligheid
De stof kan, bij blootstelling aan lucht, snel oxideren en ontplofbare peroxiden vormen. Ze reageert met halogenen, sterke zuren en sterk oxiderende stoffen. De stof ontleedt bij verbranding, met vorming van toxische dampen. Structureel is de verbinding verwant aan 2,2'-dichloorethylether en in iets mindere mate aan mosterdgas.

### Carcinogeniciteit
Er is reeds veel onderzoek verricht naar de eventuele carcinogeniciteit (kankerverwekkendheid) van de verbinding voor de mens. Er is onder meer aangetoond dat het technische product mogelijk kankerverwekkend is. Bij proeven op muizen (orale toediening) werden bij mannelijke muizen lever- en longtumoren aangetroffen en bij vrouwelijke alleen longtumoren.